# Pictures of You
«Pictures of You» es el vigesimosegundo sencillo editado por la banda británica The Cure. Fue lanzado el 19 de marzo de 1990 por Fiction Records como el cuarto y último sencillo del octavo álbum de estudio de la banda, Disintegration.

## Historia
La versión para el sencillo «Pictures of You» es sensiblemente más corta que la versión incluida en el álbum (4:45 frente a 7:24). El sencillo de 12" se editó en dos versiones distintas, una de las cuales contiene el "Strange Mix" que sería posteriormente incluido en el recopilatorio de remezclas Mixed Up.
Robert Smith ha dado versiones contradictorias de los eventos que inspiraron la canción. En algunas entrevistas dijo que se basó en un ensayo de Myra Poleo llamado The Dark Power of Ritual Pictures, y que después de leerlo, destruyó sus viejas fotos personales y muchos de sus videos caseros. Arrepentido por esta decisión, compuso la canción. Otra versíón de la inspiración para el tema ocurrió tras sufrir un incendio en su casa. Buscando entre las cenizas, Smith encontró su cartera, que contenía fotos de su mujer, Mary.
La portada del sencillo es una de estas fotos, que curiosamente es la misma foto que se utilizó para la portada del sencillo «Charlotte Sometimes», aunque en este último caso, la foto fue distorsionada.
En 2004, Rolling Stone situó la canción en el puesto 283 entre las mejores 500 canciones de todos los tiempos.

## Lista de canciones
| Sencillo de 7" 1. «Pictures of You» (Versión para sencillo) – 4:45 2. «Last Dance» (En vivo) – 4:42 CD 1. «Pictures of You» (Versión para sencillo) – 4:45 2. «Last Dance» (En vivo) – 4:42 3. «Fascination Street» (En vivo) – 5:18 4. «Prayers for Rain» (En vivo) – 4:49 5. «Disintegration» (En vivo) – 8:00 | Sencillo de 12" Versión 1 1. «Pictures of You» (Versión extendida) – 6:40 2. «Last Dance» (En vivo) – 4:45 3. «Fascination Street» (En vivo) – 5:18 Sencillo de 12" Versión 2 1. «Pictures of You» (Strange Mix) – 6:45 2. «Prayers for Rain» (En vivo) – 4:48 3. «Disintegration» (En vivo) – 7:54 |

## Posicionamiento en listas
| Lista (1990)                          | Máxima posición |
| ------------------------------------- | --------------- |
| Alemania (Offizielle Deutsche Charts) | 18              |
| Australia (ARIA)                      | 89              |
| Estados Unidos (Billboard Hot 100)    | 71              |
| Estados Unidos (Alternative Airplay)  | 19              |
| Europa (Eurochart Hot 100)            | 51              |
| Irlanda (IRMA)                        | 9               |
| Países Bajos (Mega Single Top 100)    | 77              |
| Reino Unido (UK Singles Chart)        | 24              |

## Músicos
- Robert Smith — voz, bajo de seis cuerdas, teclado
- Porl Thompson — guitarra
- Simon Gallup — bajo
- Boris Williams — batería
- Roger O'Donnell — teclado
- Laurence Tolhurst — otros instrumentos

## Otras versiones
- En 2006 Angie Hart realizó una versión que se utilizó para una campaña publicitaria de la TAC (Comisión de Accidentes de Transporte).
- La canción fue versionada por la banda de rock Lit para su álbum homónimo de 2004.[17]
- Blankenberge hizo una versión de la canción y la lanzó como sencillo en 2016.[18]

## En la cultura popular
- En 2004, el corte principal fue usado para un anuncio de Hewlett Packard, denominado You.
- Fue parte de la banda sonora de la serie One Tree Hill.
- En 2012 fue incluida en la banda sonora de la película The Vow.[19]
- «Pictures of You» fue usada en el episodio 7 de la serie Mr. Robot.[20]